# Bataillon international de libération
Pour les articles homonymes, voir IFB.
Le Bataillon international de libération ou Brigade internationale de libération (IFB, en turc : Enternasyonalist Özgürlük Taburu ou en kurde : Tabûra Azadî Ya Înternasyonal) est une unité militaire constituée de combattants étrangers se battant avec les Unités de protection du peuple (YPG) pendant la guerre civile syrienne. Elle est active depuis juin 2015 et compte plusieurs factions communistes (notamment marxistes-léninistes ou maoïstes) ou anarchistes (dont des communistes libertaires).

## Histoire

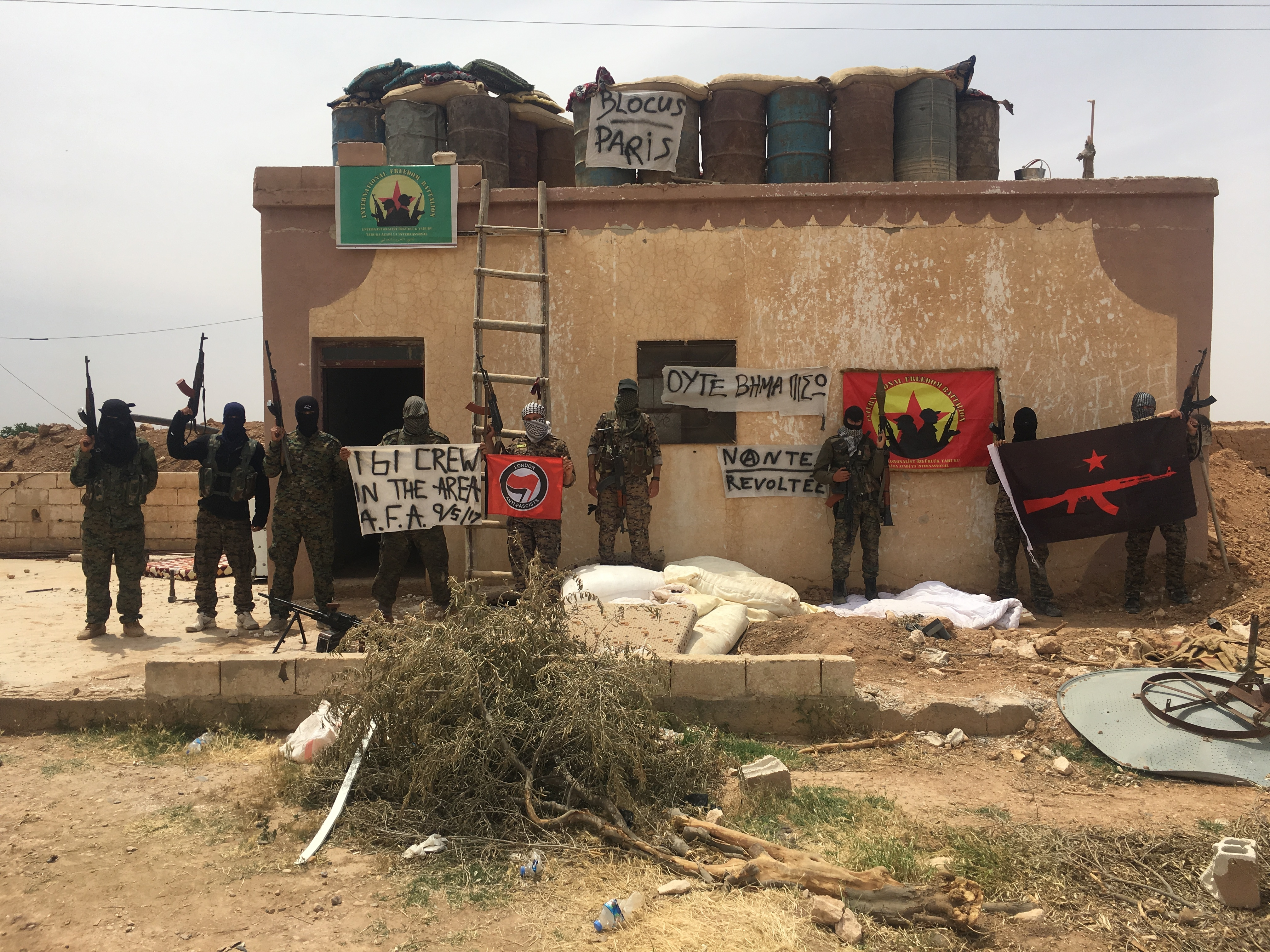
Des combattants du Bataillon international de libération et des Forces révolutionnaires internationales de guérilla, le 29 juin 2017.

### Origines
En octobre 2014, les Kurdes créent Lions of Euphrate, leur premier réseau de recrutement international. C'est à ce moment qu'est fondée l'Académie, lieu de formation des volontaires. L'organisme est rapidement renommé en Lions of Rojava puis disparaît au moment de la création du Bataillon YPG international, à la fin de 2016. Sa création est marquée par un conflit important entre plusieurs volontaires, des anarchistes ayant repéré la présence de militants d'extrême droite dans leurs rangs. Ces derniers tentent alors de s'enfuir vers l'Irak, avant d'être rattrapés puis renvoyés dans leurs pays d'origine.

### Création
Le 10 juin 2015 est créé le Bataillon international de libération, à l'initiative de plusieurs organisations de la gauche turque.
Le groupe a été mis en place par des membres du TKP/ML TIKKO, du MLKP et du BÖG, inspirés par les Brigades internationales qui ont combattu durant la guerre civile espagnole. Le groupe est composé de combattants turcs, kurdes, alevis, espagnols, grecs, allemands, albanais, circassiens, arabes, arméniens, lazes et français. L'idéologie politique des combattants est variée et comprend le marxisme-léninisme, l'hoxhaïsme, le maoïsme, et l'anarchisme,.

### Scission temporaire en 2018
Lors du début de la bataille d'Afrine le 20 janvier 2018, la plupart des organisations membres du Bataillon international de libération le quittent en raison de la mainmise du MLKP. Seuls les communistes libertaires grecs de l'Union révolutionnaire pour la solidarité internationaliste restent membres de l'IFB. De leurs côtés, les autres organisations turques que sont la TIKKO, les BÖG, le Parti travailliste communiste de Turquie / léniniste et le Parti communiste maoïste et les internationalistes de la Lutte anarchiste (TA) constituent une nouvelle structure, les Forces révolutionnaires (Devrimci Güçler en turc). En février, TA et les internationalistes militants au sein des partis turques se réclament d'une nouvelle suprastructure, les Forces antifascistes d'Afrine, aussi appelée Brigade Mickael Israel, du nom d'un combattant américain tué par un bombardement turc à Al-Bab en 2016.
Lors de l'annonce publique de la création de Lutte anarchiste, déjà active depuis deux ans, en janvier 2019, il est évoqué « Bataillon international de libération reformulé récemment ».

## Structures et formation
Les volontaires s'engagent pour une durée minimale de neuf mois. Cette décision aurait été prise pour réduire l'afflux de « touristes », c'est-à-dire celui des jeunes aventuriers motivés uniquement par l'occasion de poser sur quelques photos avant de rentrer en Europe.
Depuis la formation du Bataillon, les volontaires sont intégrés dès leur arrivée à l’Académie internationale des YPG Şehîd Kemal, du nom de guerre de l’anglais Erik Konstandinos Scurfield, le premier élève de l’académie à avoir été tué au combat contre l’État islamique. L’Académie est une structure mise en place afin de fournir aux volontaires internationaux un entraînement, composé d’une préparation militaire et physique, de cours d’histoire du Kurdistan, d’une formation politique sur le confédéralisme démocratique, de cours de langue de kurmandji ainsi qu’une préparation de la vie militaire quotidienne.
Après une formation d’un mois, le volontaire est intégré à une unité. Les volontaires sont la plupart du temps intégrés dans des unités de cadres. Les troupes des YPG sont en effet composé de deux types de structures, celles formées de cadres, engagés en principe à vie, qui renoncent à toute vie de famille et aux relations sexuelles, et celles formées de miliciens (ou locaux, heremî). Ces derniers sont, contrairement aux cadres, payés (70 000 livres syriennes, l'équivalent d'environ 115 €).

## Groupes

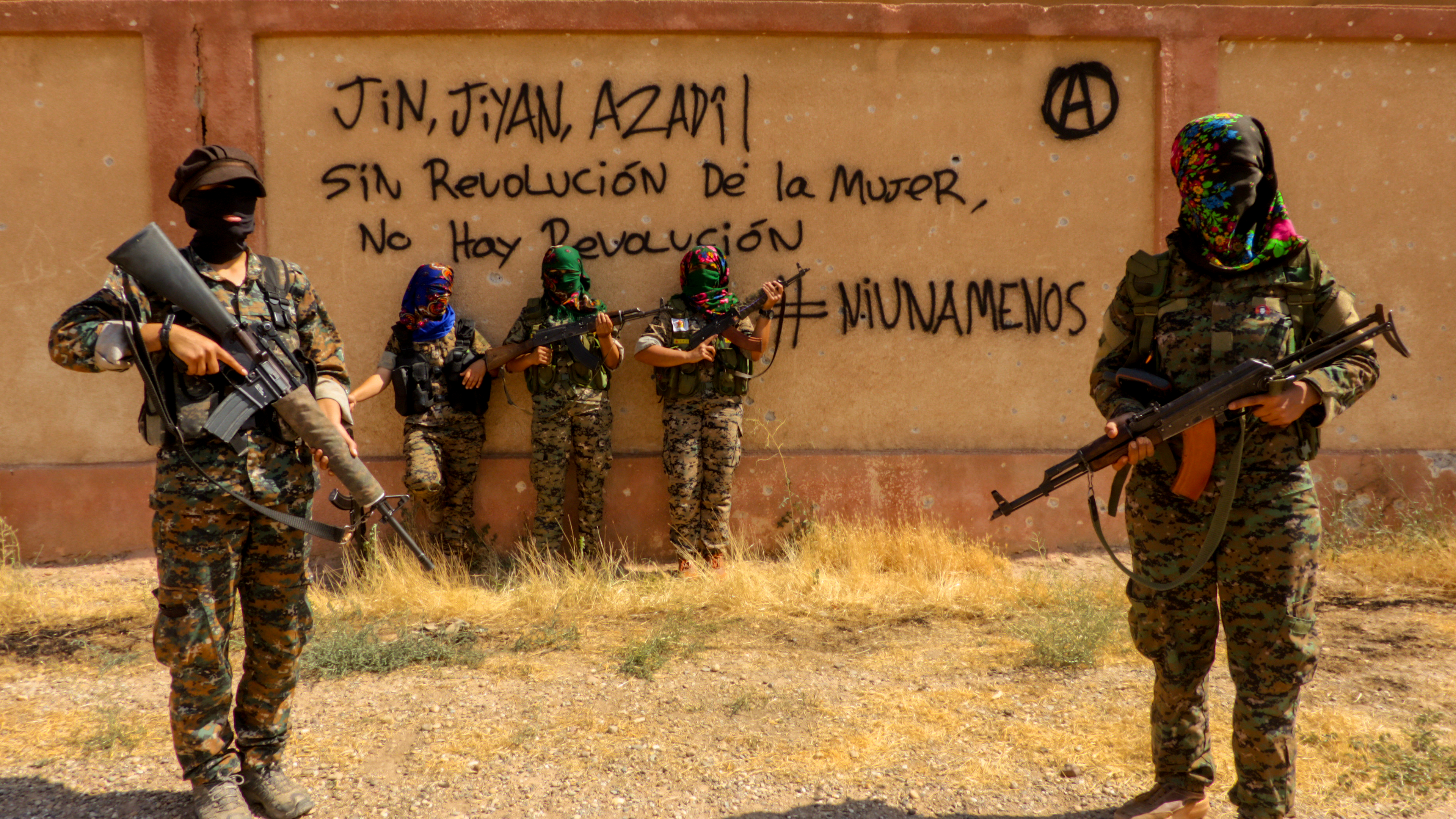
Des combattantes des Forces unies de libération, avec le slogan « Ni una menos », le 29 juin 2017, au nord de Raqqa.

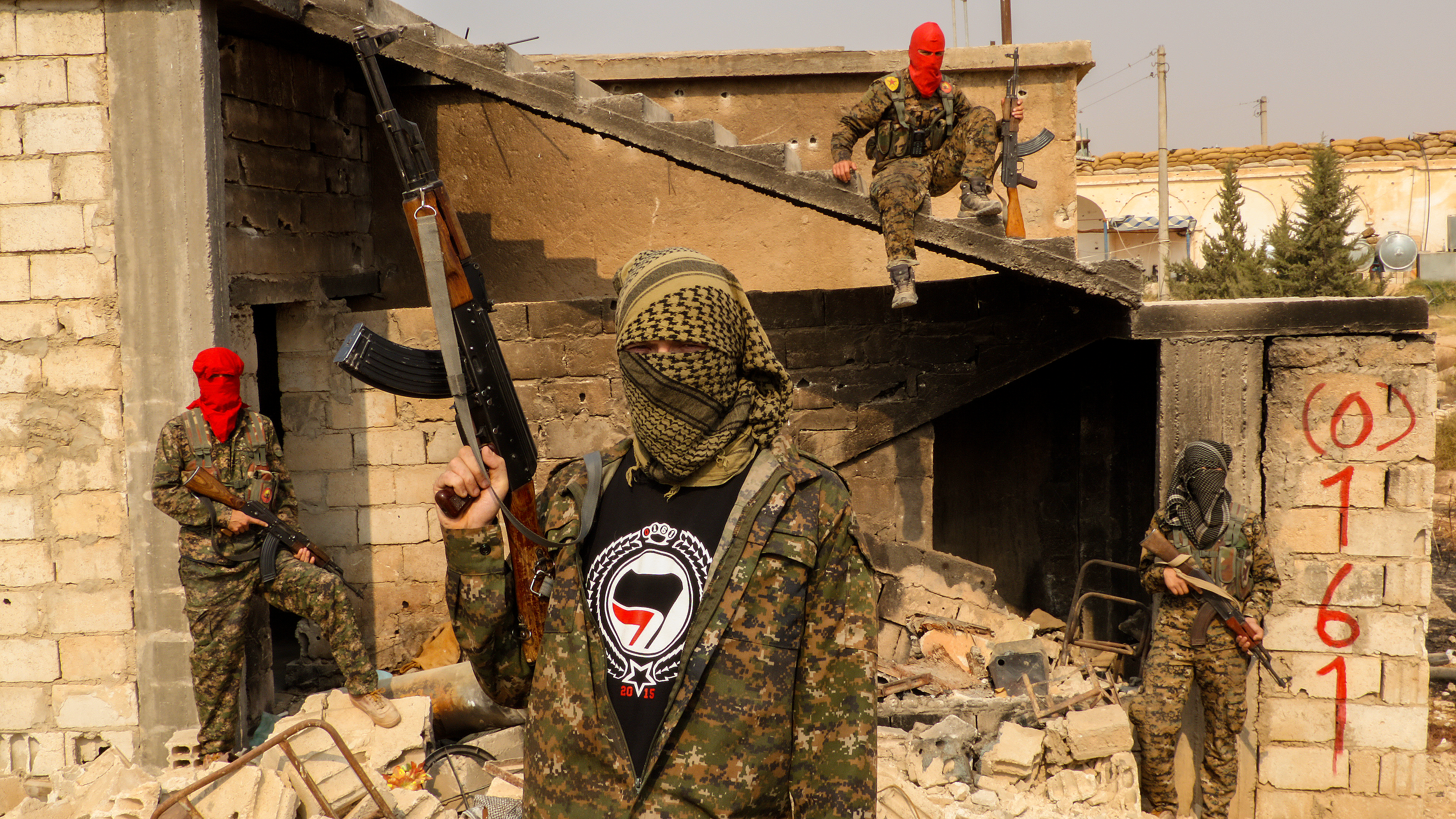
Des membres de la Brigade Bob Crow, le 1er août 2017.

Le Bataillon est composé de combattants de groupes armés d’extrême gauche dont certains s'étaient battus avec les YPG avant la création du Bataillon. Ces groupes incluent :
- Le Parti communiste marxiste-léniniste (MLKP)[4],[5] ;
- Le Parti communiste de Turquie/marxiste-léniniste (TKP/ML)[4],[5] ;
- Parti travailliste communiste de Turquie / léniniste (TKEP/L)[4],[5] ;
- Les Forces unies de libération (BÖG)[4],[5] ;
  - Les Forces de libération des femmes[4],[5] ;
  - L'Insurrection sociale[4],[5] ;
  - Le Parti communard révolutionnaire[4],[5] ;
  - L'Unité de propagande armée marxiste-léniniste (THKP-C/MLSPB)[4],[5] ;
- Le Parti marxiste-léniniste (Reconstruction communiste)[4],[5], composé d'Espagnols ;
- La Brigade Bob Crow[4], composée de Britanniques[5] ;
- La Brigade Henri Krasucki (BHK)[4], composée de Français[6],[5],[7],[8],[9] ;
- L'Union révolutionnaire pour la solidarité internationaliste (ΕΣΔΑ), composée d'anarchistes grecs[5] ;
- Les Forces révolutionnaires internationales de guérilla (IRPGF)[4],[10] composée d'anarchistes ;
  - L'Armée de libération et d'insurrection queer (en) (TQILA), composée d'anarchistes queer.
- Devrimci Karargâh (en)[4],[5] ;
- la Lutte anarchiste (TA).

Drapeau du MLKP
Drapeau du TKEP/L
Drapeau des Forces unies de libération (BÖG)
Drapeau de l'Unité de propagande armée marxiste-léniniste
Drapeau des Forces de libération des femmes
Drapeau de la Reconstruction communiste
Drapeau de la Brigade Bob Crow
Drapeau de l'Union révolutionnaire pour la solidarité internationaliste
Drapeau des Forces révolutionnaires internationales de guérilla
Drapeau de TQILA (en)
Drapeau de Devrimci Karargâh (tr)
Drapeau de la Lutte anarchiste (TA)

## Engagements internationaux
Le bataillon participe à des combats contre les djihadistes de l'État islamique,, et contre les rebelles soutenus par la Turquie, dans le cadre de l'opération Rameau d'olivier, lancée en janvier 2018.
En juillet 2016, la Brigade internationale de libération publie une déclaration en vidéo afin de condamner l'attentat de Nice du 14 juillet 2016.
En septembre 2016, la Brigade Krazucki membre du Bataillon International réalise une photo de soutien aux syndicalistes d'Air France passant en procès le 27 septembre 2016. La Confédération générale du travail, dans un communiqué, se dissocie de cette action,.
Le 21 septembre 2016, une photo de soutien à la ZAD de Notre-Dame-des-Landes lui est transmise.